# كيفن ريفيرا
كيفن ريفيرا (بالإسبانية: Kevin Rivera)‏ هو دراج كوستاريكي، ولد في 28 يونيو 1998 في كارتاغو، كوستاريكا ‏ في كوستاريكا.

## وصلات خارجية
- كيفن ريفيرا على موقع الاتحاد الدولي للدراجات (الإنجليزية)
- كيفن ريفيرا على موقع أرشيف الدراجات (الإنجليزية)
- كيفن ريفيرا على موقع إحصائيات الدراجات الإحترافية (الإنجليزية)
- كيفن ريفيرا على موقع نسبة الدراجات (الإنجليزية)